# Полада (культура)
Культура Полада или культура свайных построек — археологическая культура бронзового века, распространённая на территории Северной Италии. Характерными жилищами данной культуры были свайные постройки. По происхождению родственна культуре Ремеделло и вучедольской культуре.
Название культуре дано от местности на территории общины Лонато-дель-Гарда, где были обнаружены первые находки, относящиеся к данной культуре в период 1870—1875 гг. в результате добычи торфа из местного торфяника. Радиоуглеродная датировка отнесла находки к периоду XIV—XIII вв. до нашей эры.
Уничтожена в результате вторжения носителей культуры Канеграте. Артефакты культуры Канеграте не обнаруживают никакой преемственности с культурой Полада.